# 3 juillet 1982

## Naissances
- Sergey Firsanov, coureur cycliste russe
- Diego Alberto Torres, footballeur argentin
- Mariola Zenik, joueuse de volley-ball polonaise
- Othmane Hamama, joueur de football français
- Andy Ces, joueur de volley-ball français
- Logan Kensing, joueur de base-ball américain
- Aleksandra Avramović, joueuse de volley-ball serbe

## Décès
- Annibale Bugnini (né le 14 juin 1912), évêque catholique italien
- Franck Fournet (né le 26 novembre 1922), joueur français de rugby à XV
- Auguste Roch Nkounkou (né le 11 mai 1909), prêtre noir de la république du Congo

## Autres événements
- Grand Prix automobile des Pays-Bas 1982
- Ordination sacerdotale de Jean-Marc Eychenne, de Marc Aillet
- Jean-Bertrand Aristide est ordonné prêtre
- Michel Raoult fonde un mouvement pro-vie qui deviendra Choisir la vie
- Sortie japonaise de Cobra, le film
- Simon Tuturop est arrêté pour avoir participé à une manifestation pour l'indépendance de la Papouasie